# 西尾市
西尾市（日语：／ Nishio shi */?）是位於愛知縣中部沿海的行政區劃，轄區位於矢作川下游區域，南鄰三河灣，轄區包括位於三河灣中的佐久島。特產為以西尾茶製作的抹茶，並有「三河的小京都」之稱。
供奉7名二戰甲級戰犯的殉國七士廟位於此。

## 人口
| 西尾市人口分布圖 |                                               |  |
| 西尾市與日本全國年齡別人口分布比較圖 （2005年資料） | 西尾市的年齡、男女別人口分布圖 （2005年資料） |  |
| ■紫色是西尾市 ■綠色是全国 | ■藍色是男性 ■紅色是女性                       |  |
| 西尾市人口變化 \| 1970年 \| 130,913人 \| \| \| 1975年 \| 140,563人 \| \| \| 1980年 \| 146,010人 \| \| \| 1985年 \| 152,462人 \| \| \| 1990年 \| 155,559人 \| \| \| 1995年 \| 158,693人 \| \| \| 2000年 \| 159,788人 \| \| \| 2005年 \| 163,232人 \| \| \| 2010年 \| 165,298人 \| \| \| 2015年 \| 167,990人 \| \| \| 2020年 \| 169,046人 \| \| |                                               |  |
| 資料來源：日本總務省統計中心提供之人口普查數據 |                                               |  |
| 1970年 | 130,913人                                     |  |
| 1975年 | 140,563人                                     |  |
| 1980年 | 146,010人                                     |  |
| 1985年 | 152,462人                                     |  |
| 1990年 | 155,559人                                     |  |
| 1995年 | 158,693人                                     |  |
| 2000年 | 159,788人                                     |  |
| 2005年 | 163,232人                                     |  |
| 2010年 | 165,298人                                     |  |
| 2015年 | 167,990人                                     |  |
| 2020年 | 169,046人                                     |  |

## 歷史
過去在令制國時代屬於三河國幡豆郡，13世紀時足利義氏成為三河國守護，在此先後興建西條城和東條城，其子吉良長氏也負責管理此地的吉良莊，並成為之後三河吉良氏的始祖，吉良氏也一直統治此地，直到16世紀德川家康在三河國崛起後擊敗了吉良氏。
負責管理本地南側一色地區的足利氏後裔，後來也成為在14世紀後受到室町幕府重用的一色氏。
17世紀進入江戶時代後，在此以西尾城為中心設立了西尾藩，並由屬於譜代大名或親藩大名的本多氏、松平氏、太田氏、 井伊氏、增山氏、土井氏、三浦氏治理，此地也以城下町的形式而繁榮。
在江戶時代，於吉良地區的沿海區域開闢了大規模的鹽田，所生產的鹽被稱為「饗庭鹽」，除了在三河地區用來生產八丁味噌，也被運至信濃國南部的伊那地方販售。
19世紀末明治維新實施廢藩置縣後，原屬西尾藩的區域改隸西尾縣，直到1871年的第一次府縣整併後，隨著過去原屬三河國的區域一同整併至新設立的額田縣，但在1972年又隨著額田縣被併入愛知縣。
1889年日本實施町村制，以過去的西尾城下町區域為主設立了西尾町，而現在整個西尾市的轄區在當時還分屬除了西尾町以外的35個行政區劃，至1906年愛知縣的町村整併後，這些區域被整併為包括西尾町在內的15個行政區劃；在1950年代的昭和大合併期間，西尾町改制為西尾市，並再併入了周邊的福地村、平坂町、寺津町、三和村、室場村及明治村的部分區域。此期間，在南部沿海的區域則是被整併為幡豆町、吉良町、一色町三個行政區劃。
2000年代日本政府開始推動平成大合併，南側的幡豆町、吉良町、一色町因而在2011年被併入西尾市。

### 變遷表
| 1889年10月1日             | 1889年 - 1944年              | 1889年 - 1944年             | 1889年 - 1944年             | 1945年 - 1954年             | 1945年 - 1954年             | 1955年 - 1989年            | 1989年 - 現在           | 現在   |
| ------------------------- | ---------------------------- | --------------------------- | --------------------------- | --------------------------- | --------------------------- | -------------------------- | ----------------------- | ------ |
| 西尾町                    | 西尾町                       | 1906年5月1日 合併為西尾町   | 1906年5月1日 合併為西尾町   | 1906年5月1日 合併為西尾町   | 1953年12月15日 改制為西尾市 | 西尾市                     | 西尾市                  | 西尾市 |
| 久麻久村                  |                              | 1906年5月1日 合併為西尾町   | 1906年5月1日 合併為西尾町   | 1906年5月1日 合併為西尾町   | 1953年12月15日 改制為西尾市 | 西尾市                     | 西尾市                  | 西尾市 |
| 奧津村                    |                              | 1906年5月1日 合併為西尾町   | 1906年5月1日 合併為西尾町   | 1906年5月1日 合併為西尾町   | 1953年12月15日 改制為西尾市 | 西尾市                     | 西尾市                  | 西尾市 |
| 大寶村                    |                              | 1906年5月1日 合併為西尾町   | 1906年5月1日 合併為西尾町   | 1906年5月1日 合併為西尾町   | 1953年12月15日 改制為西尾市 | 西尾市                     | 西尾市                  | 西尾市 |
| 西野町村                  |                              | 1906年5月1日 合併為西尾町   | 1906年5月1日 合併為西尾町   | 1906年5月1日 合併為西尾町   | 1953年12月15日 改制為西尾市 | 西尾市                     | 西尾市                  | 西尾市 |
| 1906年5月1日 合併為平坂村 | 1924年10月1日 改制為平坂町   | 1953年12月15日 併入西尾町   |                             |                             | 1953年12月15日 改制為西尾市 | 西尾市                     | 西尾市                  | 西尾市 |
| 1906年5月1日 合併為平坂村 | 1924年10月1日 改制為平坂町   | 1953年12月15日 併入西尾町   | 中畑村                      |                             | 1953年12月15日 改制為西尾市 | 西尾市                     | 西尾市                  | 西尾市 |
| 1906年5月1日 合併為平坂村 | 1924年10月1日 改制為平坂町   | 1953年12月15日 併入西尾町   | 奧津村                      |                             | 1953年12月15日 改制為西尾市 | 西尾市                     | 西尾市                  | 西尾市 |
| 1906年5月1日 合併為平坂村 | 1924年10月1日 改制為平坂町   | 平坂町                      | 1954年8月10日 併入西尾市    |                             |                             | 西尾市                     | 西尾市                  | 西尾市 |
| 1906年5月1日 合併為平坂村 | 1924年10月1日 改制為平坂町   | 平坂町                      | 1954年8月10日 併入西尾市    | 平坂村                      |                             | 西尾市                     | 西尾市                  | 西尾市 |
| 寺津村                    | 寺津村                       | 1906年5月1日 合併為寺津村   | 1954年8月10日 併入西尾市    | 1929年4月1日 改制為寺津町   | 1929年4月1日 改制為寺津町   | 西尾市                     | 西尾市                  | 西尾市 |
| 西崎村                    |                              | 1906年5月1日 合併為寺津村   | 1954年8月10日 併入西尾市    | 1929年4月1日 改制為寺津町   | 1929年4月1日 改制為寺津町   | 西尾市                     | 西尾市                  | 西尾市 |
| 六鄉村                    | 六鄉村                       | 1906年5月1日 合併為福地村   | 1906年5月1日 合併為福地村   | 1906年5月1日 合併為福地村   |                             | 西尾市                     | 西尾市                  | 西尾市 |
| 豐田村                    |                              | 1906年5月1日 合併為福地村   | 1906年5月1日 合併為福地村   | 1906年5月1日 合併為福地村   |                             | 西尾市                     | 西尾市                  | 西尾市 |
| 井崎村                    |                              | 1906年5月1日 合併為福地村   | 1906年5月1日 合併為福地村   | 1906年5月1日 合併為福地村   |                             | 西尾市                     | 西尾市                  | 西尾市 |
| 大寶村                    |                              | 1906年5月1日 合併為福地村   | 1906年5月1日 合併為福地村   | 1906年5月1日 合併為福地村   |                             | 西尾市                     | 西尾市                  | 西尾市 |
| 室場村                    | 室場村                       | 室場村                      | 1932年9月1日 合併為室場村   | 1932年9月1日 合併為室場村   |                             | 西尾市                     | 西尾市                  | 西尾市 |
| 花明村                    |                              |                             | 1932年9月1日 合併為室場村   | 1932年9月1日 合併為室場村   |                             | 西尾市                     | 西尾市                  | 西尾市 |
| 家武村                    |                              |                             | 1932年9月1日 合併為室場村   | 1932年9月1日 合併為室場村   |                             | 西尾市                     | 西尾市                  | 西尾市 |
| 平原村                    |                              |                             | 1932年9月1日 合併為室場村   | 1932年9月1日 合併為室場村   |                             | 西尾市                     | 西尾市                  | 西尾市 |
| 御鍬村                    | 御鍬村                       | 1906年5月1日 合併為三和村   | 1906年5月1日 合併為三和村   | 1906年5月1日 合併為三和村   | 1906年5月1日 合併為三和村   | 1955年1月1日 併入西尾市    | 西尾市                  | 西尾市 |
| 川崎村                    |                              | 1906年5月1日 合併為三和村   | 1906年5月1日 合併為三和村   | 1906年5月1日 合併為三和村   | 1906年5月1日 合併為三和村   | 1955年1月1日 併入西尾市    | 西尾市                  | 西尾市 |
| 吹羽良村                  |                              | 1906年5月1日 合併為三和村   | 1906年5月1日 合併為三和村   | 1906年5月1日 合併為三和村   | 1906年5月1日 合併為三和村   | 1955年1月1日 併入西尾市    | 西尾市                  | 西尾市 |
| 米津村                    | 米津村                       | 1906年5月1日 合併為明治村   | 1906年5月1日 合併為明治村   | 1906年5月1日 合併為明治村   | 1906年5月1日 合併為明治村   | 1955年4月1日 併入西尾市    | 西尾市                  | 西尾市 |
| 橫須賀村                  | 1892年5月13日 改制為橫須賀町 | 1906年5月1日 合併為橫須賀町 | 1906年5月1日 合併為橫須賀町 | 1906年5月1日 合併為橫須賀町 | 1906年5月1日 合併為橫須賀町 | 1955年3月10日 合併為吉良町 | 2011年4月1日 併入西尾市 | 西尾市 |
| 瀨門村                    |                              | 1906年5月1日 合併為橫須賀町 | 1906年5月1日 合併為橫須賀町 | 1906年5月1日 合併為橫須賀町 | 1906年5月1日 合併為橫須賀町 | 1955年3月10日 合併為吉良町 | 2011年4月1日 併入西尾市 | 西尾市 |
| 廚村                      |                              | 1906年5月1日 合併為橫須賀町 | 1906年5月1日 合併為橫須賀町 | 1906年5月1日 合併為橫須賀町 | 1906年5月1日 合併為橫須賀町 | 1955年3月10日 合併為吉良町 | 2011年4月1日 併入西尾市 | 西尾市 |
| 荻原村                    |                              | 1906年5月1日 合併為橫須賀町 | 1906年5月1日 合併為橫須賀町 | 1906年5月1日 合併為橫須賀町 | 1906年5月1日 合併為橫須賀町 | 1955年3月10日 合併為吉良町 | 2011年4月1日 併入西尾市 | 西尾市 |
| 富田村                    |                              | 1906年5月1日 合併為橫須賀町 | 1906年5月1日 合併為橫須賀町 | 1906年5月1日 合併為橫須賀町 | 1906年5月1日 合併為橫須賀町 | 1955年3月10日 合併為吉良町 | 2011年4月1日 併入西尾市 | 西尾市 |
| 吉田村                    | 吉田村                       | 1906年5月1日 合併為吉田村   | 1924年1月1日 改制為吉田町   | 1924年1月1日 改制為吉田町   | 1924年1月1日 改制為吉田町   | 1955年3月10日 合併為吉良町 | 2011年4月1日 併入西尾市 | 西尾市 |
| 保定村                    |                              | 1906年5月1日 合併為吉田村   | 1924年1月1日 改制為吉田町   | 1924年1月1日 改制為吉田町   | 1924年1月1日 改制為吉田町   | 1955年3月10日 合併為吉良町 | 2011年4月1日 併入西尾市 | 西尾市 |
| 宮崎村                    |                              | 1906年5月1日 合併為吉田村   | 1924年1月1日 改制為吉田町   | 1924年1月1日 改制為吉田町   | 1924年1月1日 改制為吉田町   | 1955年3月10日 合併為吉良町 | 2011年4月1日 併入西尾市 | 西尾市 |
| 幡豆村                    | 幡豆村                       | 1906年5月1日 合併為幡豆村   | 1928年10月1日 改制為幡豆町  | 1928年10月1日 改制為幡豆町  | 1928年10月1日 改制為幡豆町  | 1928年10月1日 改制為幡豆町 | 2011年4月1日 併入西尾市 | 西尾市 |
| 東幡豆村                  |                              | 1906年5月1日 合併為幡豆村   | 1928年10月1日 改制為幡豆町  | 1928年10月1日 改制為幡豆町  | 1928年10月1日 改制為幡豆町  | 1928年10月1日 改制為幡豆町 | 2011年4月1日 併入西尾市 | 西尾市 |
| 榮生村                    | 榮生村                       | 1906年5月1日 合併為一色村   | 1923年10月1日 改制為一色町  | 1923年10月1日 改制為一色町  | 1923年10月1日 改制為一色町  | 一色町                     | 2011年4月1日 併入西尾市 | 西尾市 |
| 一色村                    | 1892年5月13日 改制為一色町   | 1906年5月1日 合併為一色村   | 1923年10月1日 改制為一色町  | 1923年10月1日 改制為一色町  | 1923年10月1日 改制為一色町  | 一色町                     | 2011年4月1日 併入西尾市 | 西尾市 |
| 味澤村                    |                              | 1906年5月1日 合併為一色村   | 1923年10月1日 改制為一色町  | 1923年10月1日 改制為一色町  | 1923年10月1日 改制為一色町  | 一色町                     | 2011年4月1日 併入西尾市 | 西尾市 |
| 五保村                    |                              | 1906年5月1日 合併為一色村   | 1923年10月1日 改制為一色町  | 1923年10月1日 改制為一色町  | 1923年10月1日 改制為一色町  | 一色町                     | 2011年4月1日 併入西尾市 | 西尾市 |
| 衣崎村                    |                              | 1906年5月1日 合併為一色村   | 1923年10月1日 改制為一色町  | 1923年10月1日 改制為一色町  | 1923年10月1日 改制為一色町  | 一色町                     | 2011年4月1日 併入西尾市 | 西尾市 |
| 佐久島村                  | 佐久島村                     | 佐久島村                    | 佐久島村                    | 佐久島村                    | 1954年8月1日 併入一色町     | 一色町                     | 2011年4月1日 併入西尾市 | 西尾市 |

## 交通

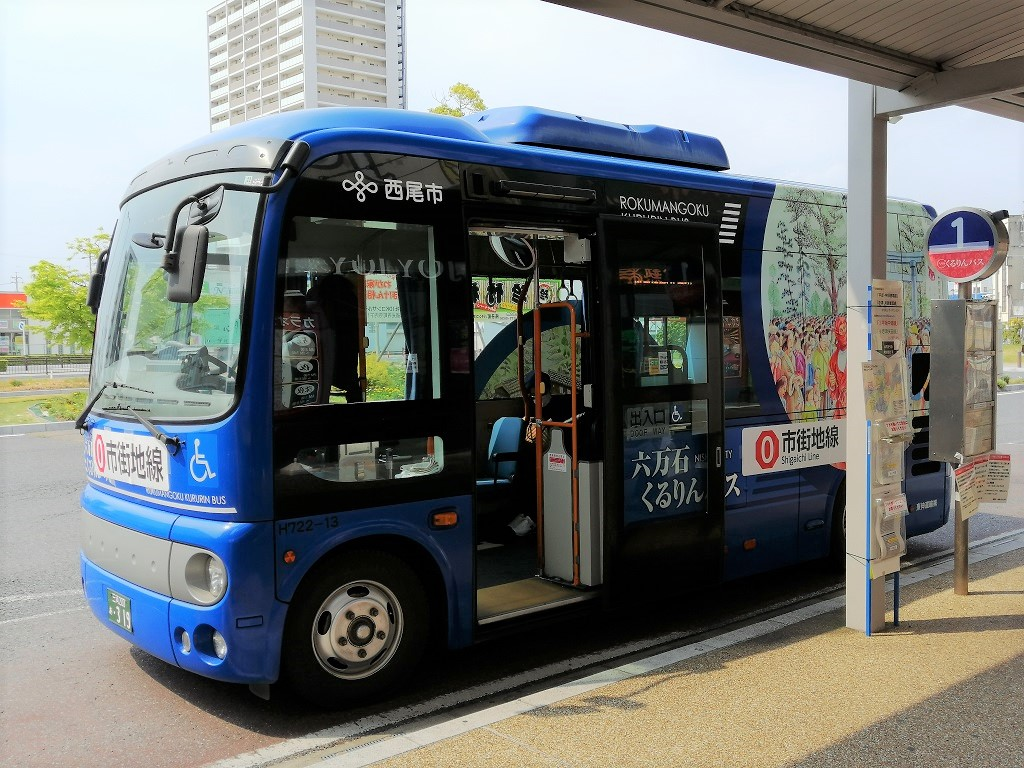
停靠於西尾車站的六萬石周遊巴士

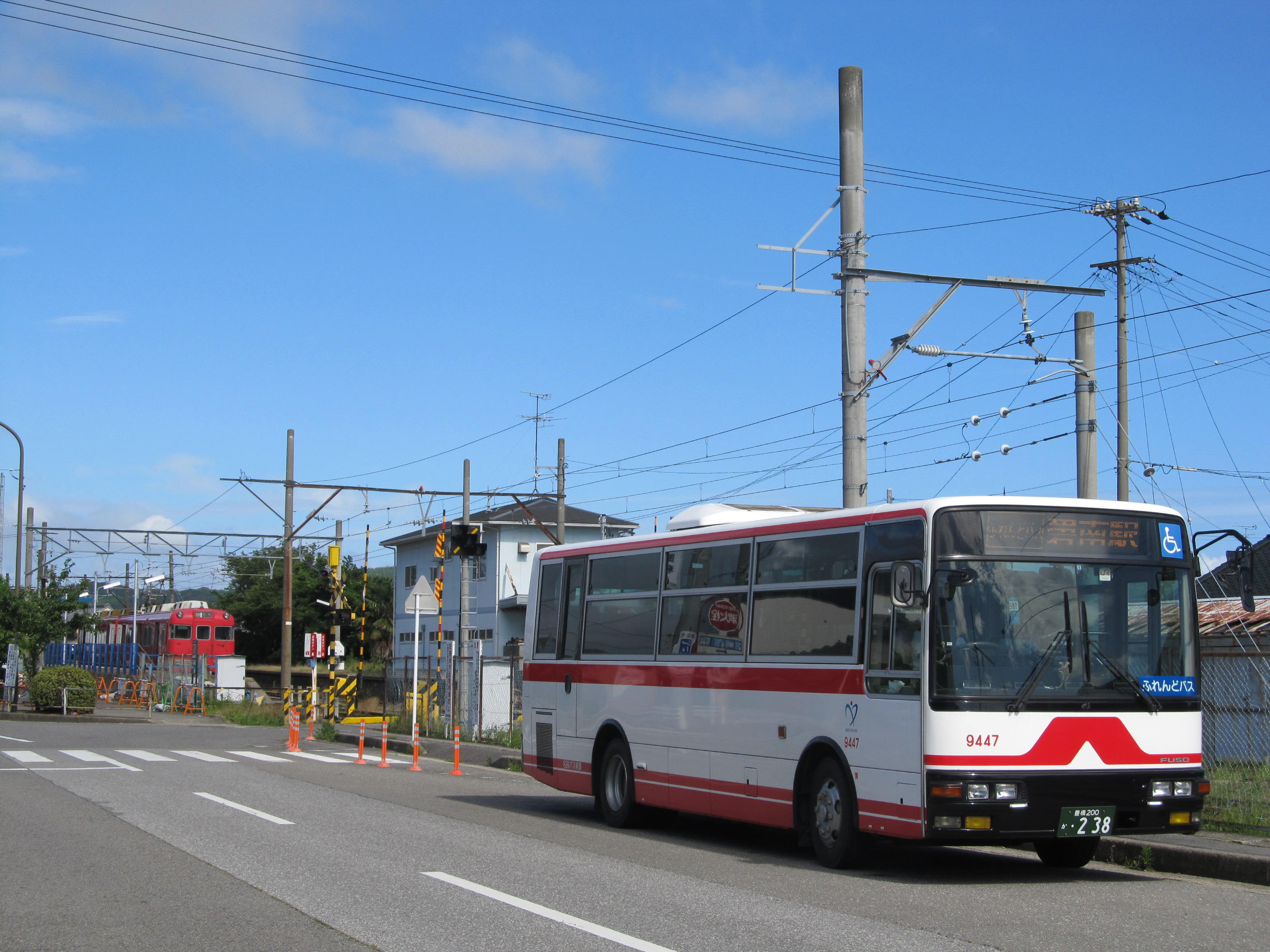
停靠於吉良吉田車站的朋友巴士

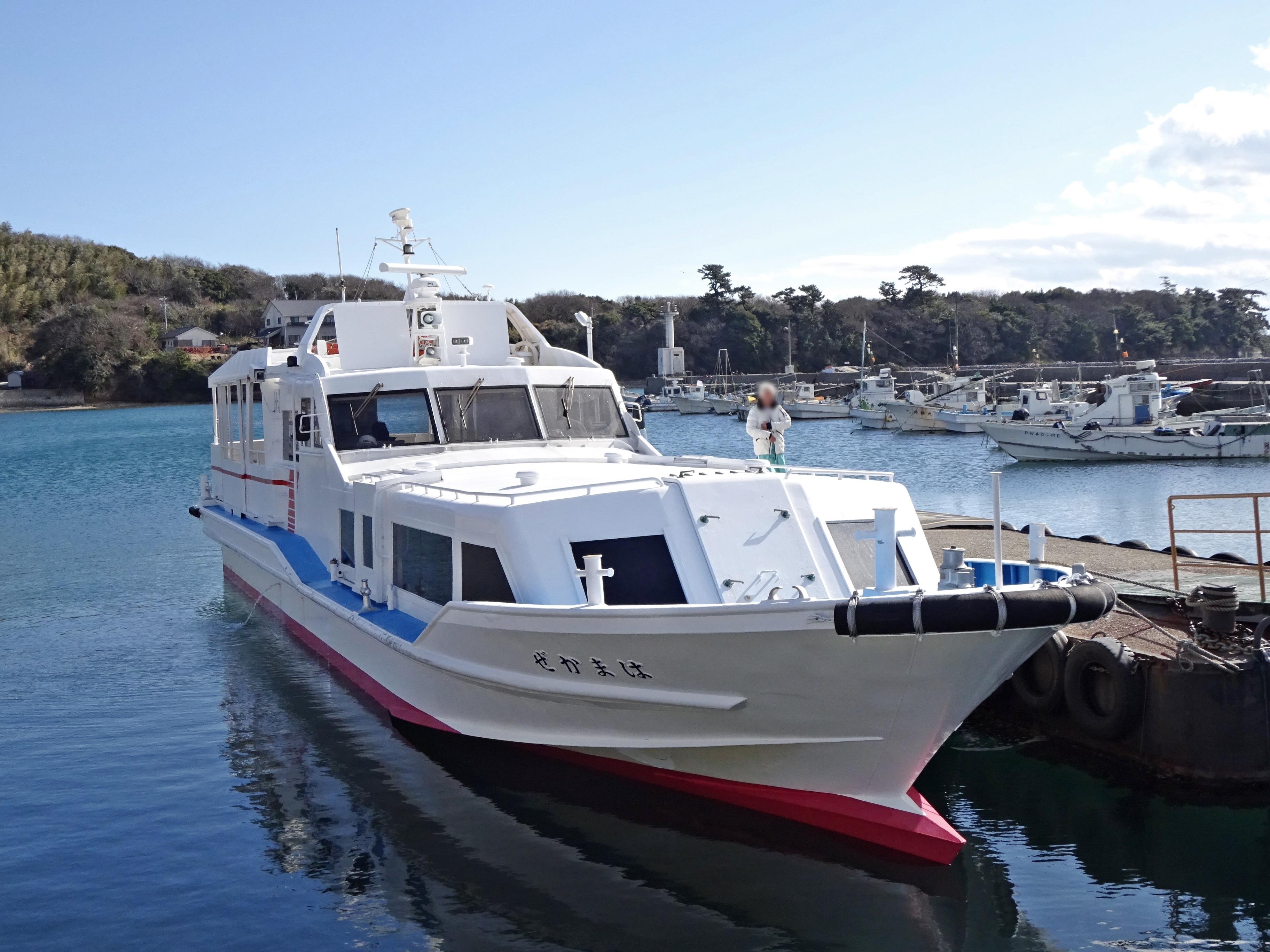
停靠於佐久島的西尾市營渡船

名古屋鐵道西尾線以南北向自安城市進入西尾市轄內並穿過主要市區，在市區中設有西尾車站，在抵達南部的吉良町地區後，可在吉良吉田車站經蒲郡線往東，沿著沿海區域往東至東側的蒲郡市。
過去在2004年以前在吉良吉田車站還可利用三河線往西經過一色町地區至碧南市，但此段路線在2004年停止營運，目前由碧南市和西尾市共同設立社區巴士朋友巴士作為替代交通方式，繼續行駛於此鐵路沿線的區域。
市內的主要客運為名鐵集團旗下的名鐵東部交通及市政府經營的六萬石周遊巴士，其路線主要以西尾車站為中心，名鐵東部交通的路線也可往東北駛至岡崎市市區。
在與南部三河灣中的佐久島之間，可以透過西尾市營渡船自一色港與島上往返。

### 鐵道
名古屋鐵道
- 西尾線：（往新安城、名鐵名古屋方向） - 米津車站 - 櫻町前車站 - 西尾口車站 - 西尾車站 - 福地車站 - 上橫須賀車站 - 吉良吉田車站 - （往蒲郡方向）
- 蒲郡線：（往新安城、名鐵名古屋方向） - 吉良吉田車站 - 三河鳥羽車站 - 西幡豆車站 - 東幡豆車站 - 兒童之國車站 - （往蒲郡方向）

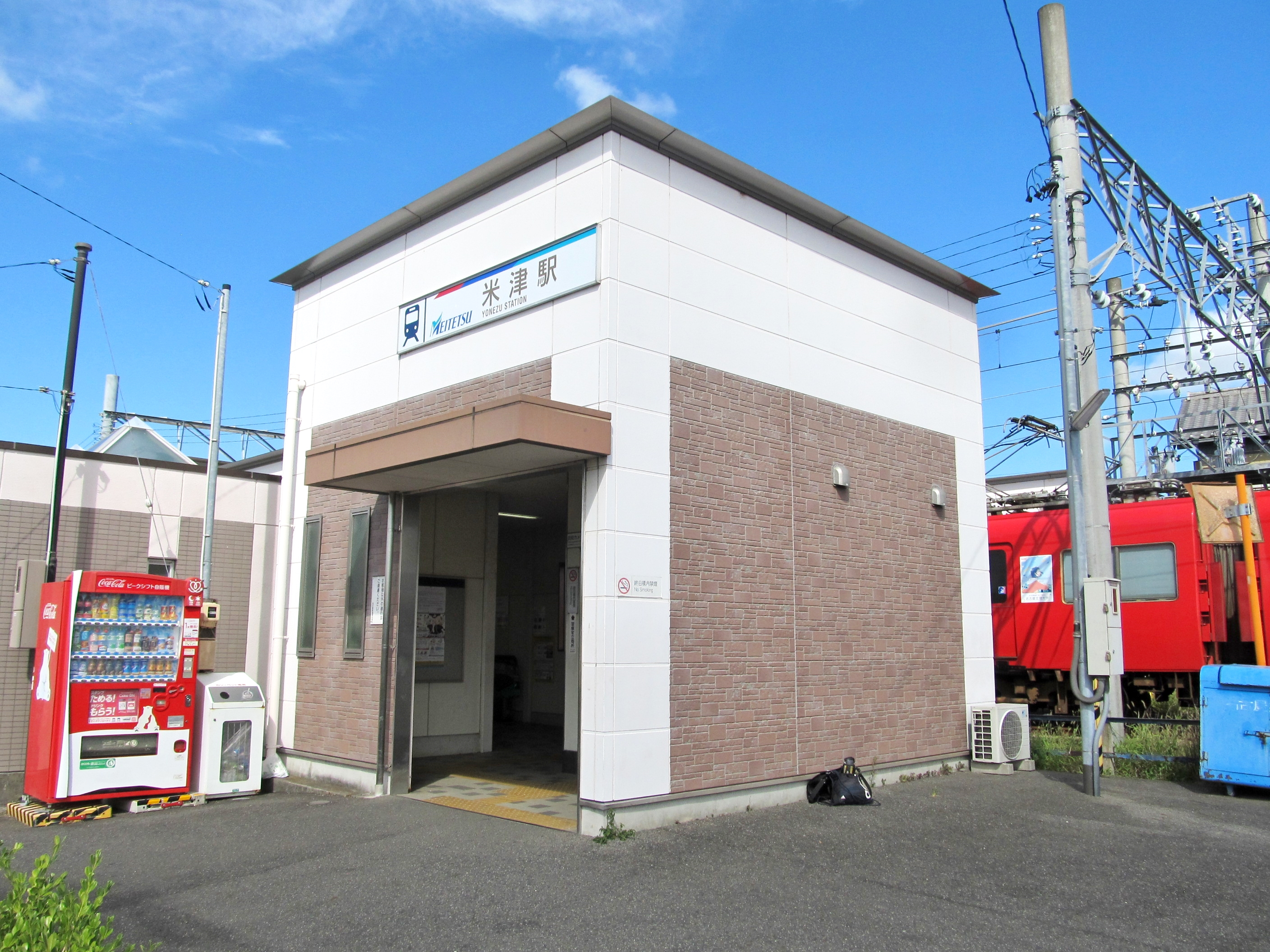
米津車站
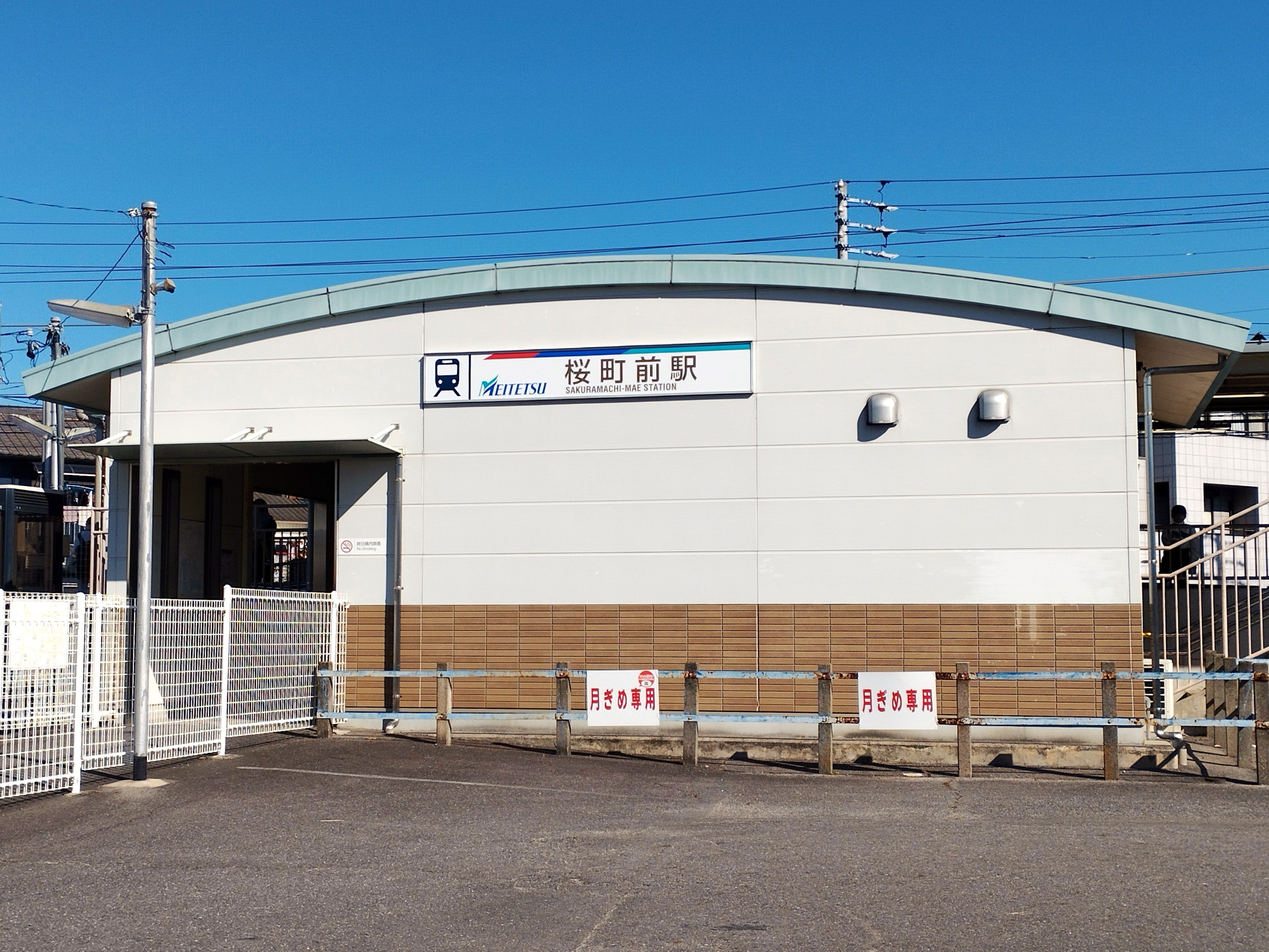
櫻町前車站
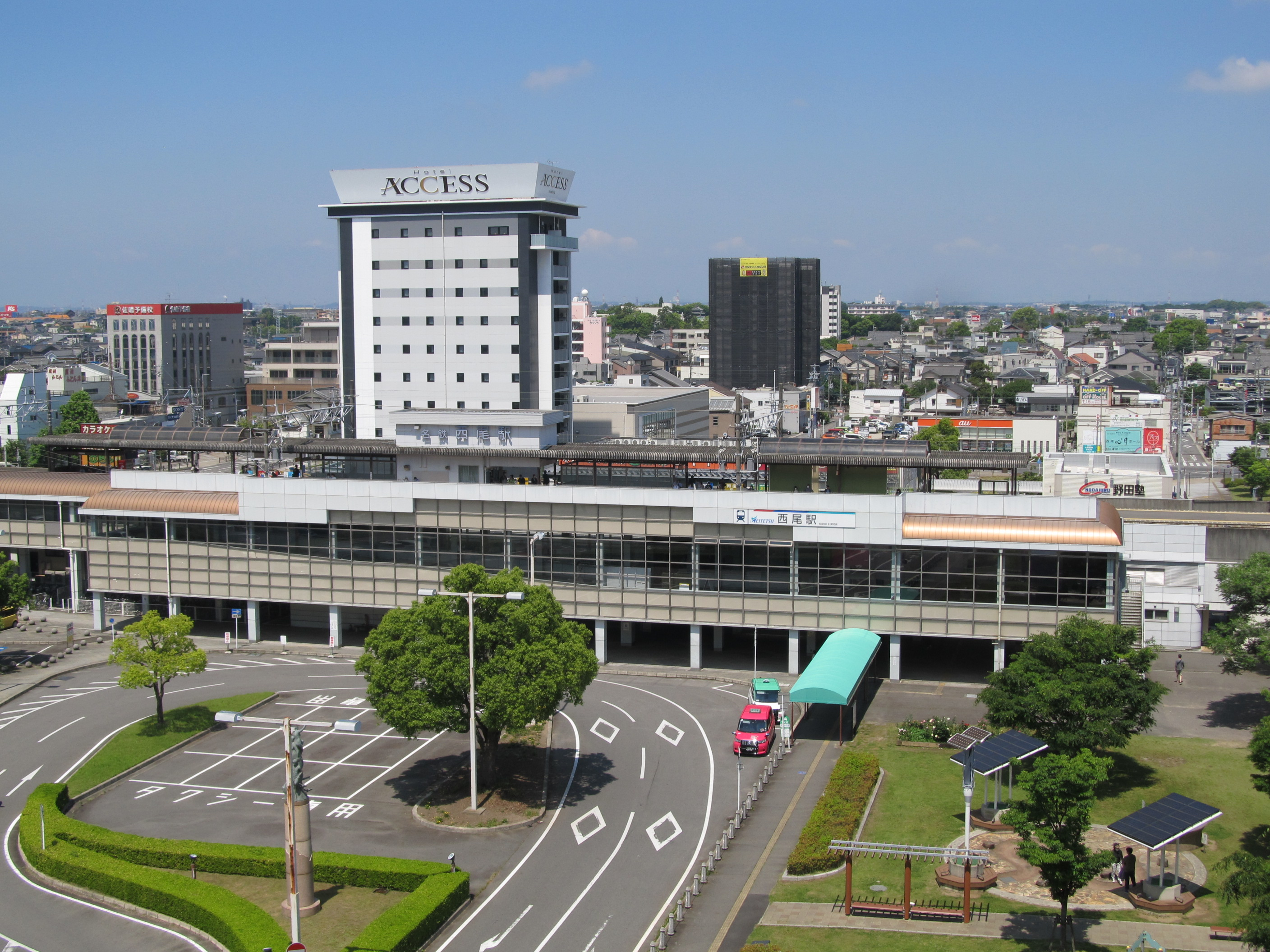
西尾車站
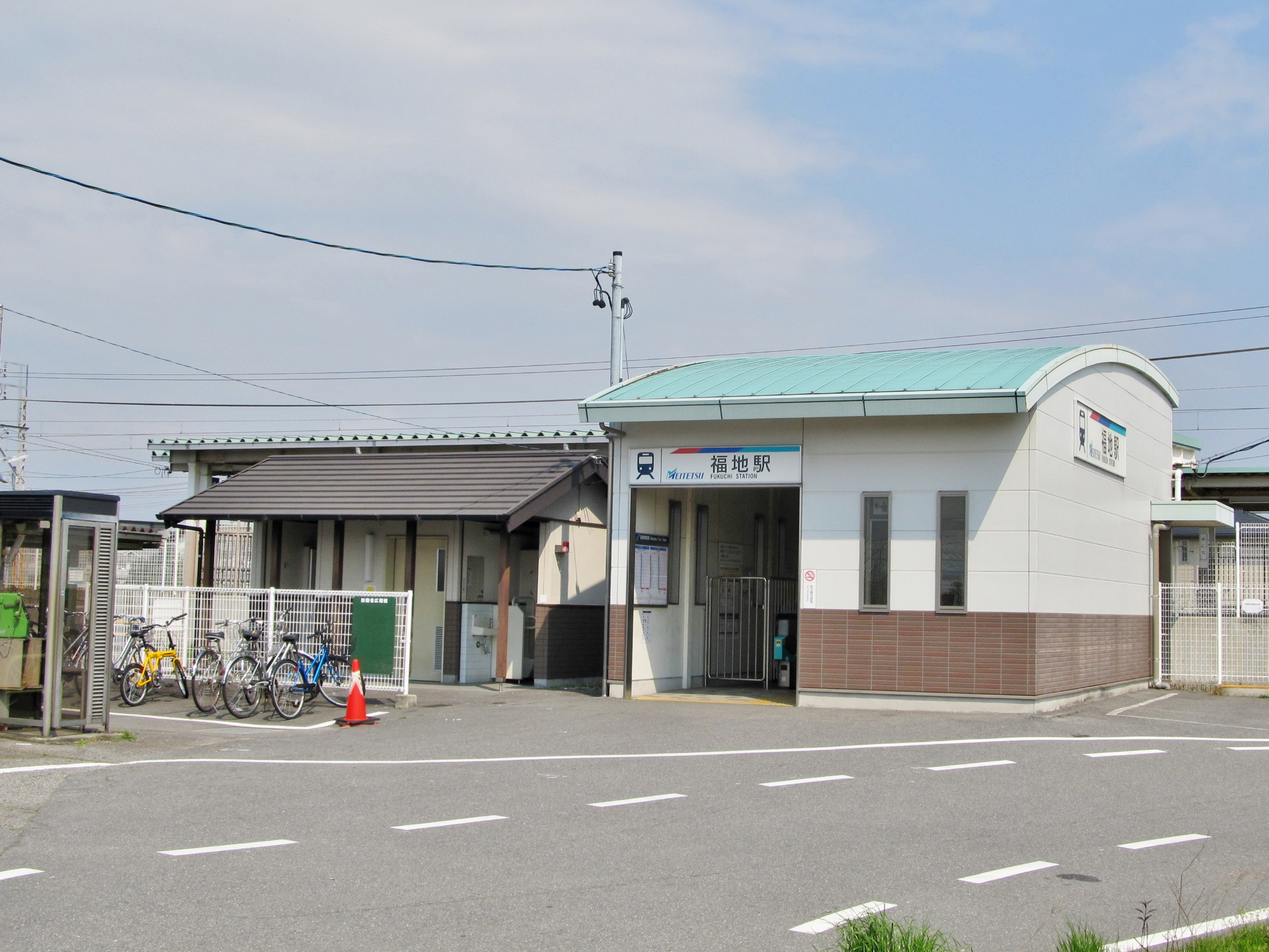
福地車站
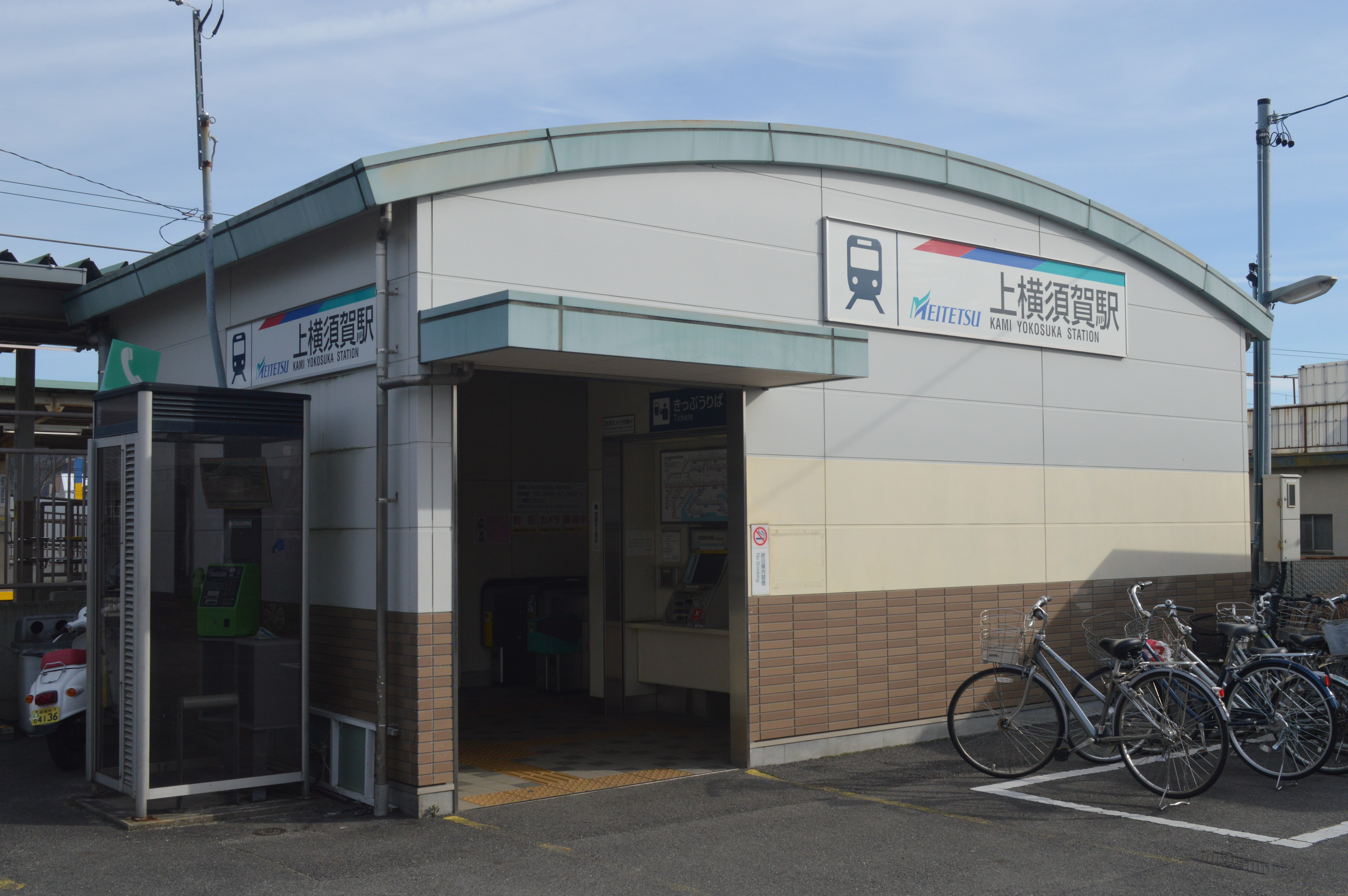
上橫須賀車站
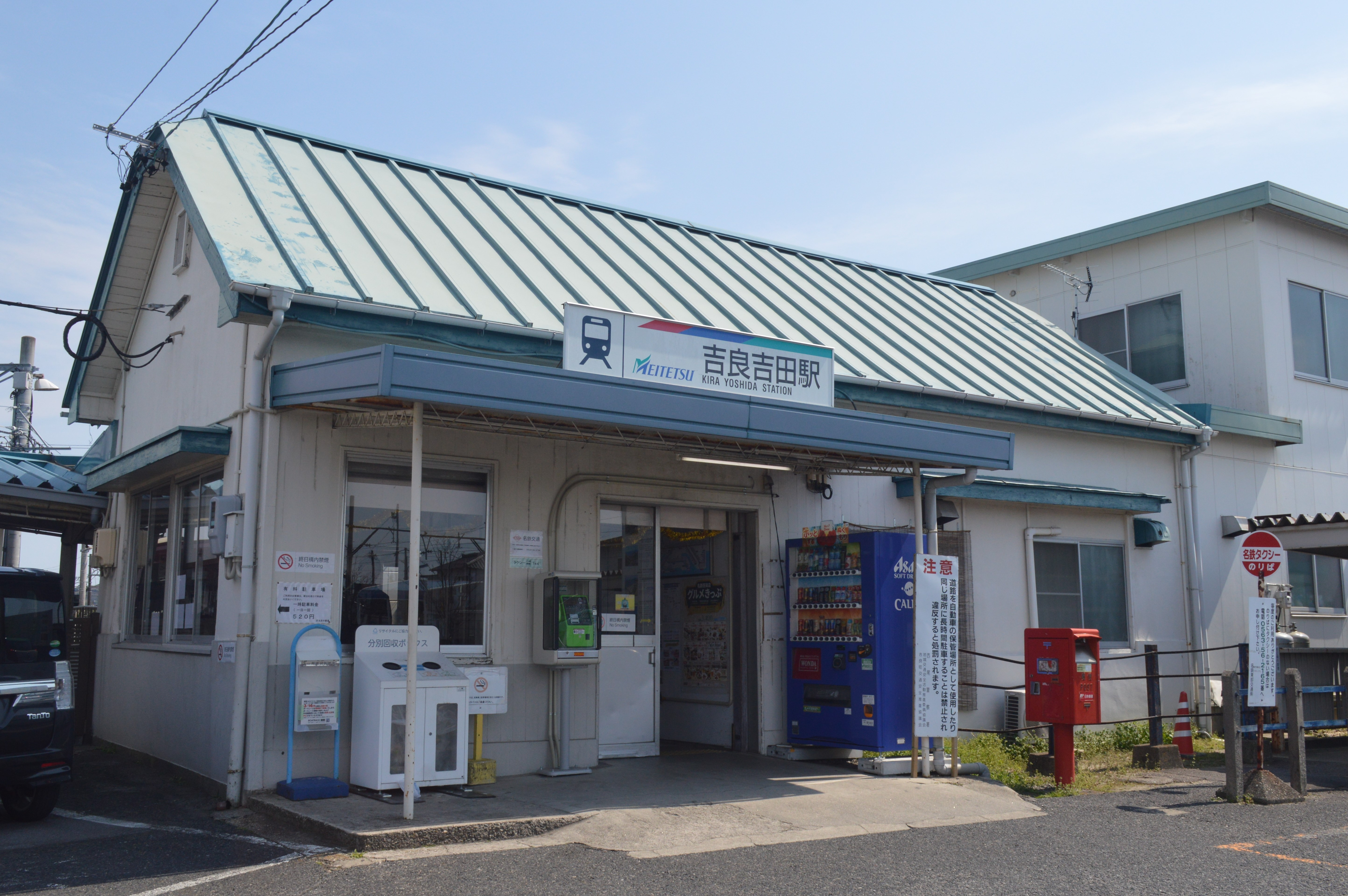
吉良吉田車站
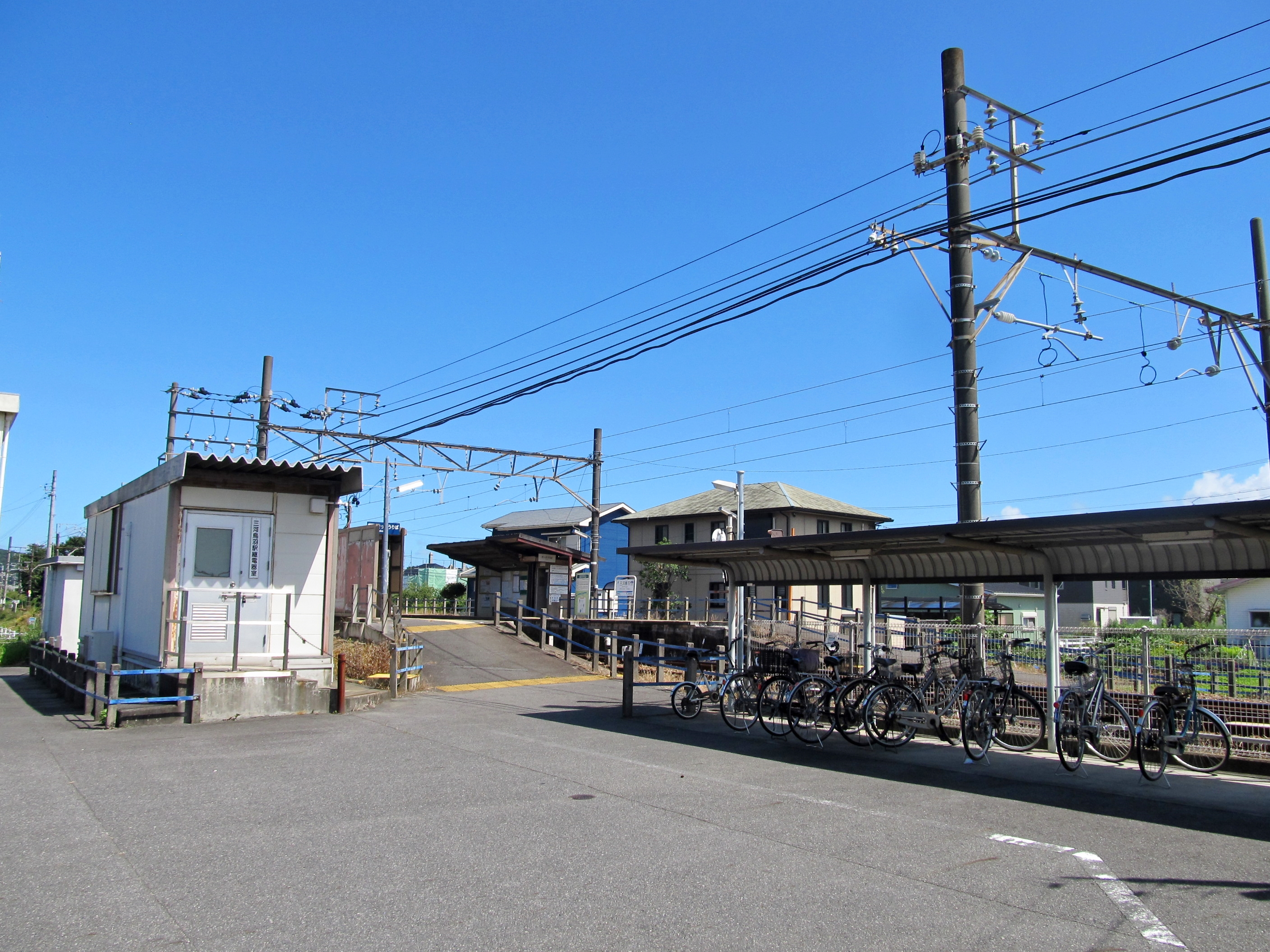
三河鳥羽車站
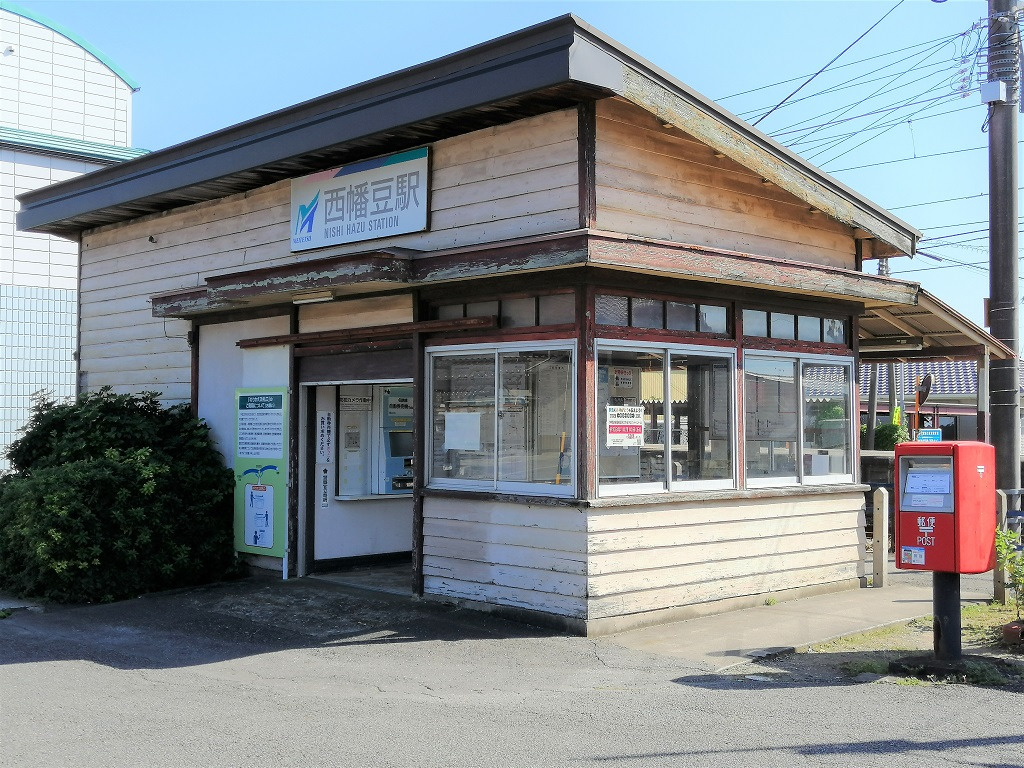
西幡豆車站

## 觀光資源
位於市區中的西尾市歴史公園為利用西尾城本丸及二之丸遺址的部分區域所規畫設立的公園，公園內設立了西尾市資料館展示關於西尾的歷史文化資料，也有一座原屬近衛家的茶室與書院及書院。

位於市區北側的西尾市岩瀨文庫最初原為過去出身自西尾本地的企業家岩瀨彌助所設立的圖書館，在2003年開始以「古書博物館」為主題，改設立為現在的西尾市岩瀨文庫。在市區西側的三河工藝玻璃美術館為玻璃工藝師神谷一彥所設立以玻璃工藝品為主題的博物館。
在西尾市東南部的愛知兒童王國為愛知縣政府所設立的兒童遊樂園，占地約100公頃，園區內除了各式兒童遊樂設施外，還有可供搭乘的蒸汽火車。
在西南部一色町地區的諏訪神社在每年八月底會舉行「一色大燈籠祭」，此祭典已有超過四百年的歷史，已被列為愛知縣的有形民俗文化遺產，其特色為12座高度6至10公尺高的巨型的燈籠。
在南部鳥羽町地區的鳥羽神明社則是在每年二月的第二個星期日會舉辦鳥羽的火祭則是起源於1,200年前，現也已被列為國家重要無形民俗文化財產，祭典中會點燃高度達五公尺高，重量達兩噸的巨型火炬，並在過程中將燃燒中的茅草持續搖下，當地居民會依據火炬燃燒的過程占卜該年的天候吉凶狀況。

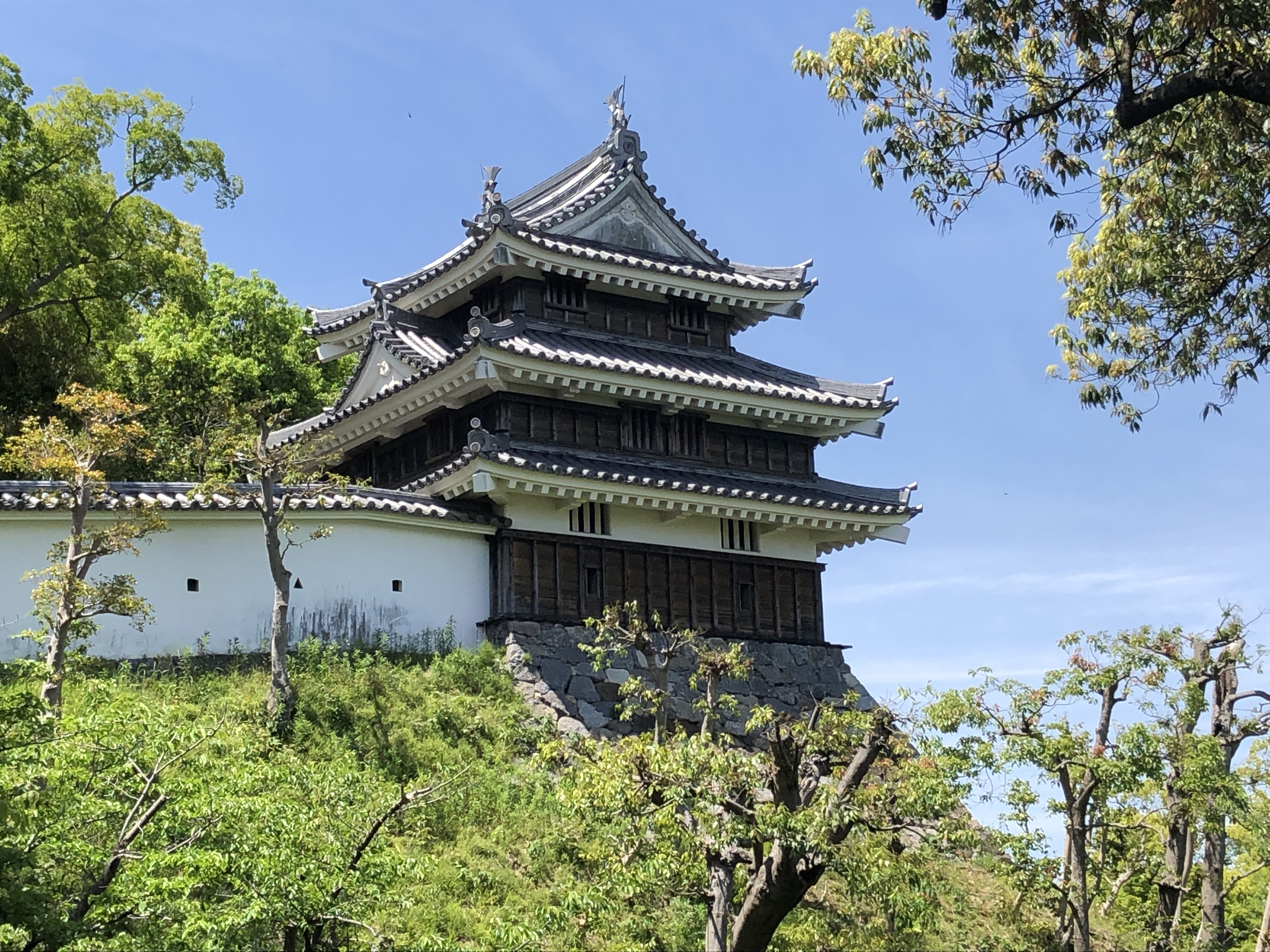
西尾市歴史公園內的西尾城
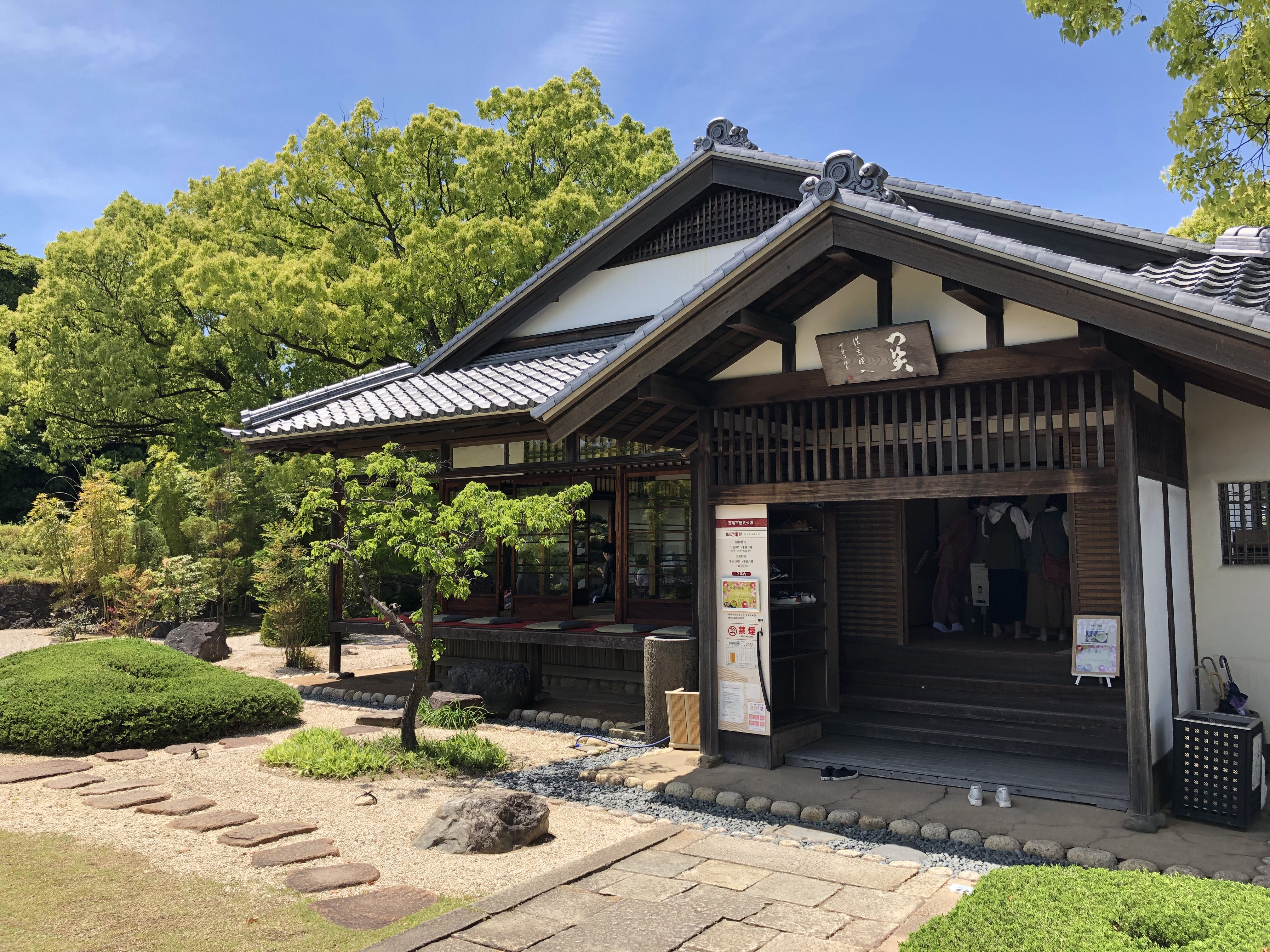
西尾市歴史公園的舊近衛邸
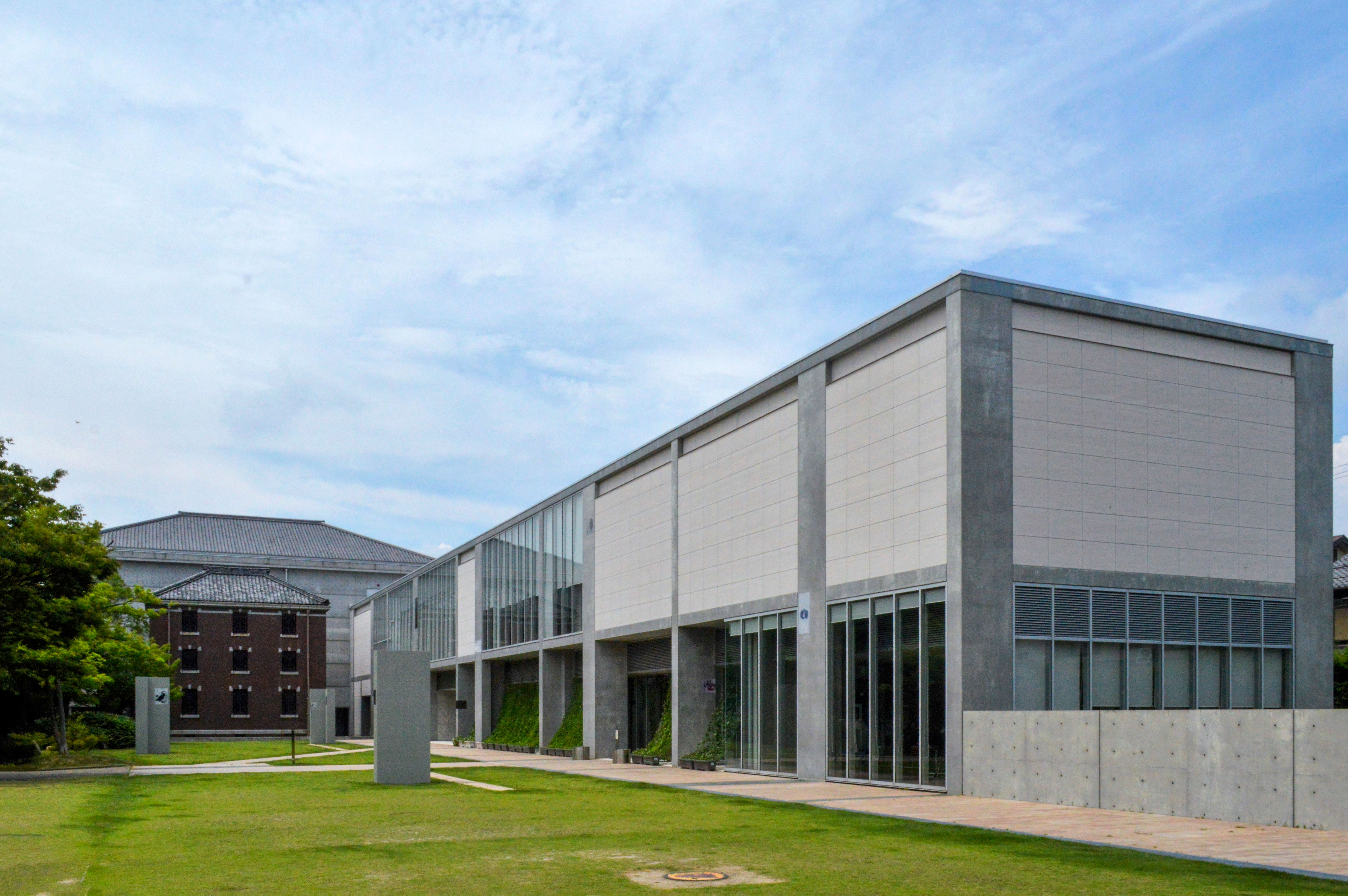
西尾市岩瀨文庫
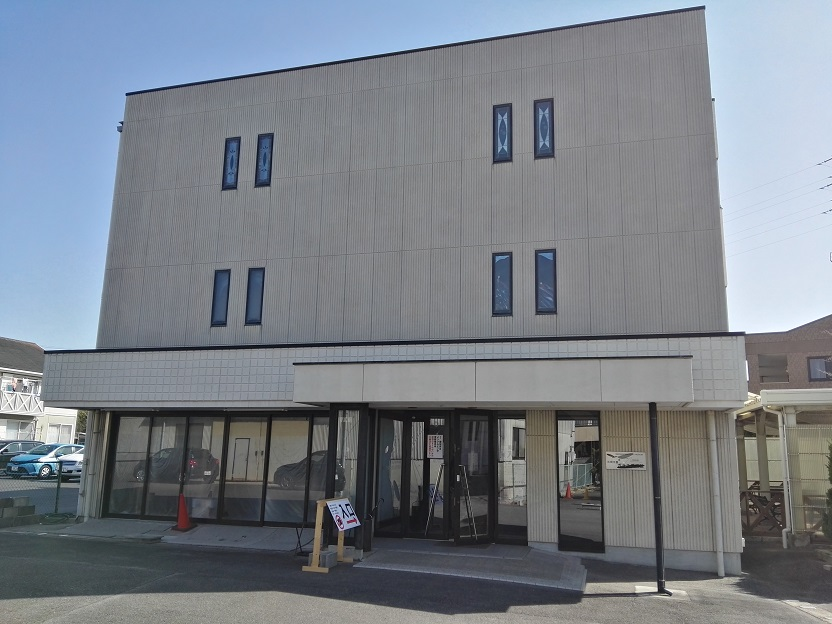
三河工藝玻璃美術館
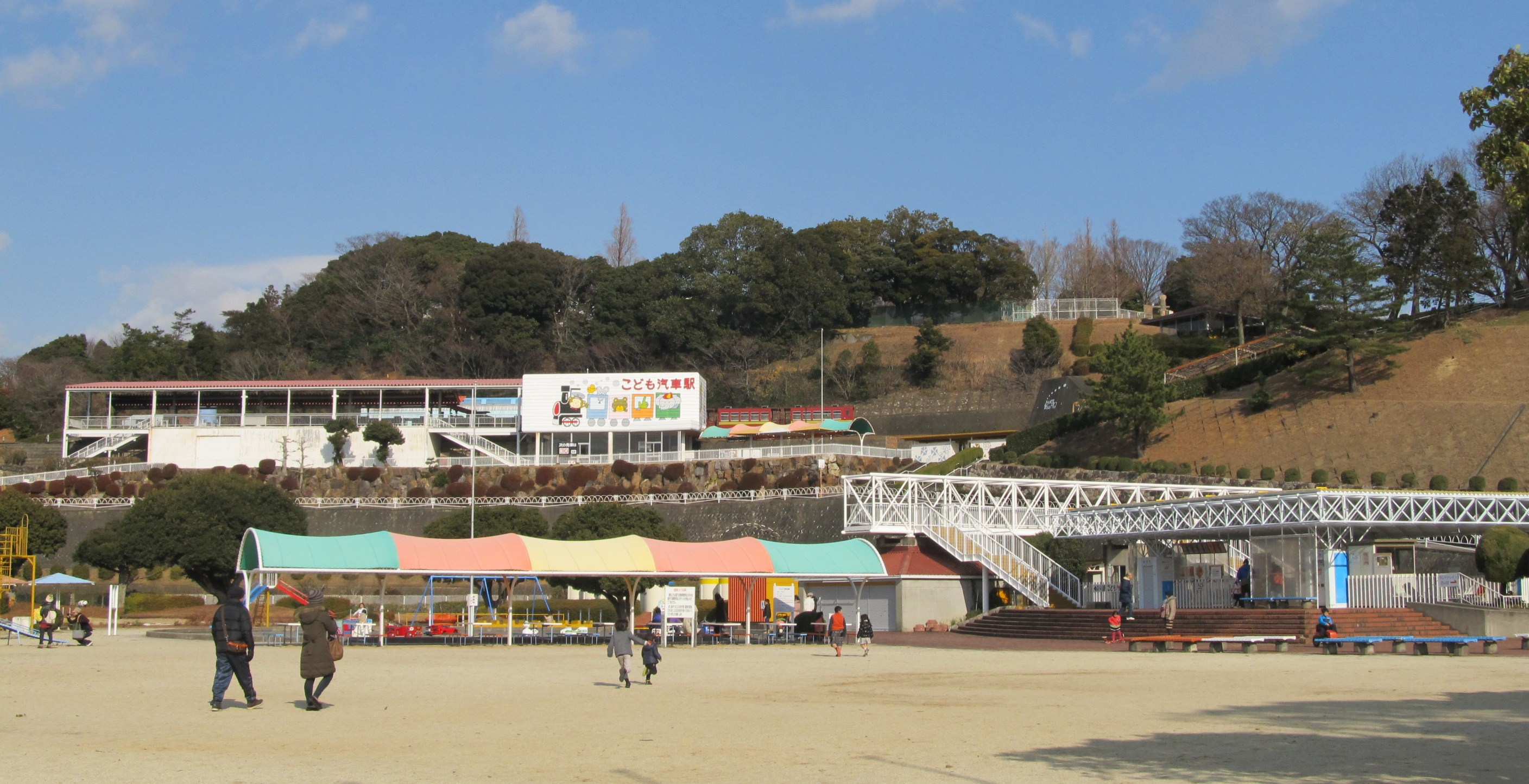
愛知兒童王國
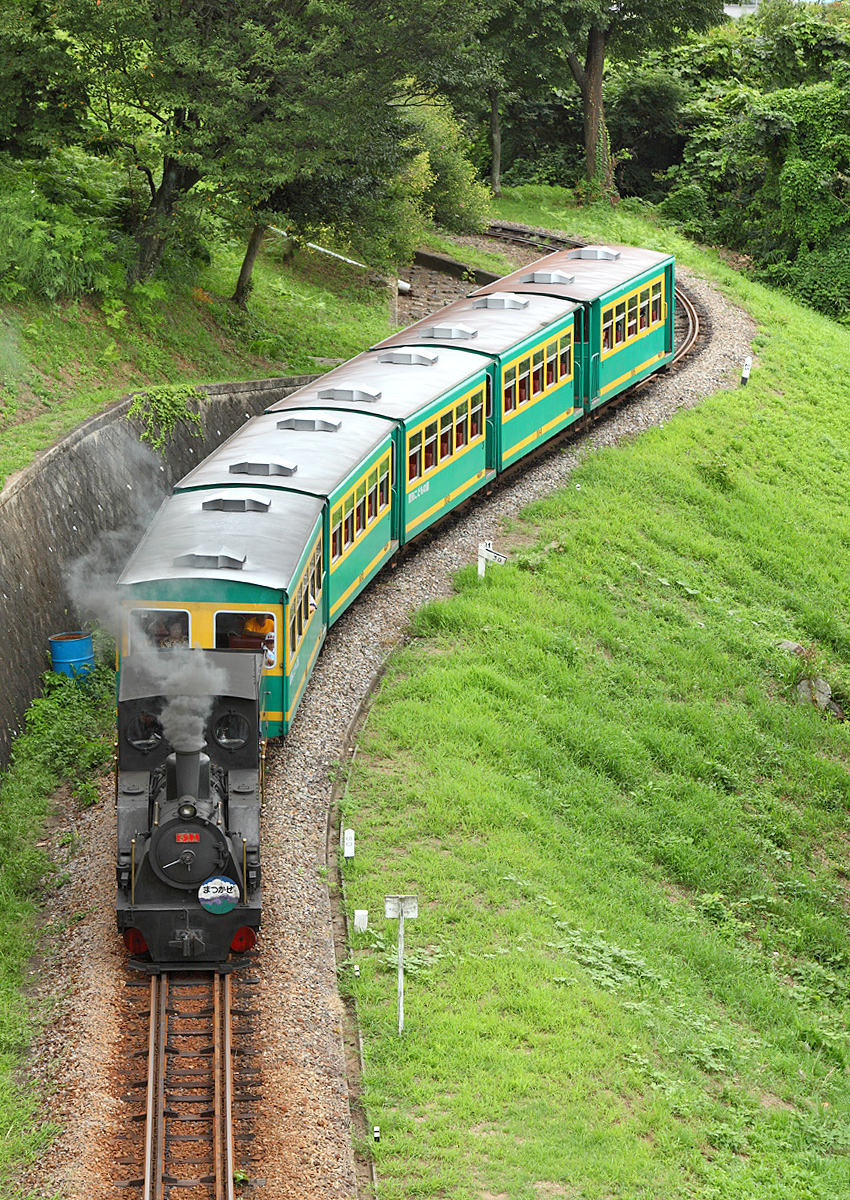
愛知兒童王國內的蒸汽火車
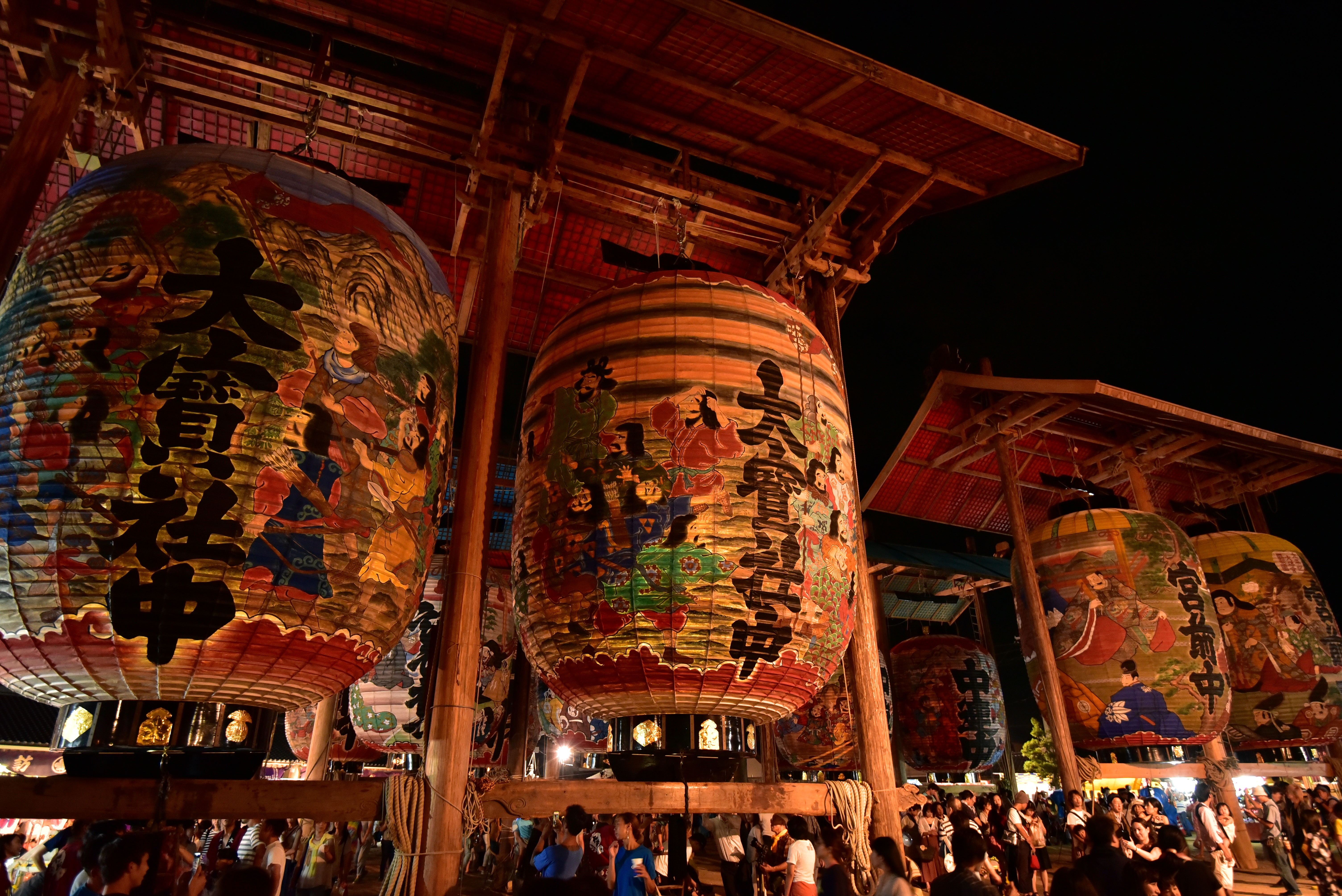
一色大灯笼祭的巨型燈籠
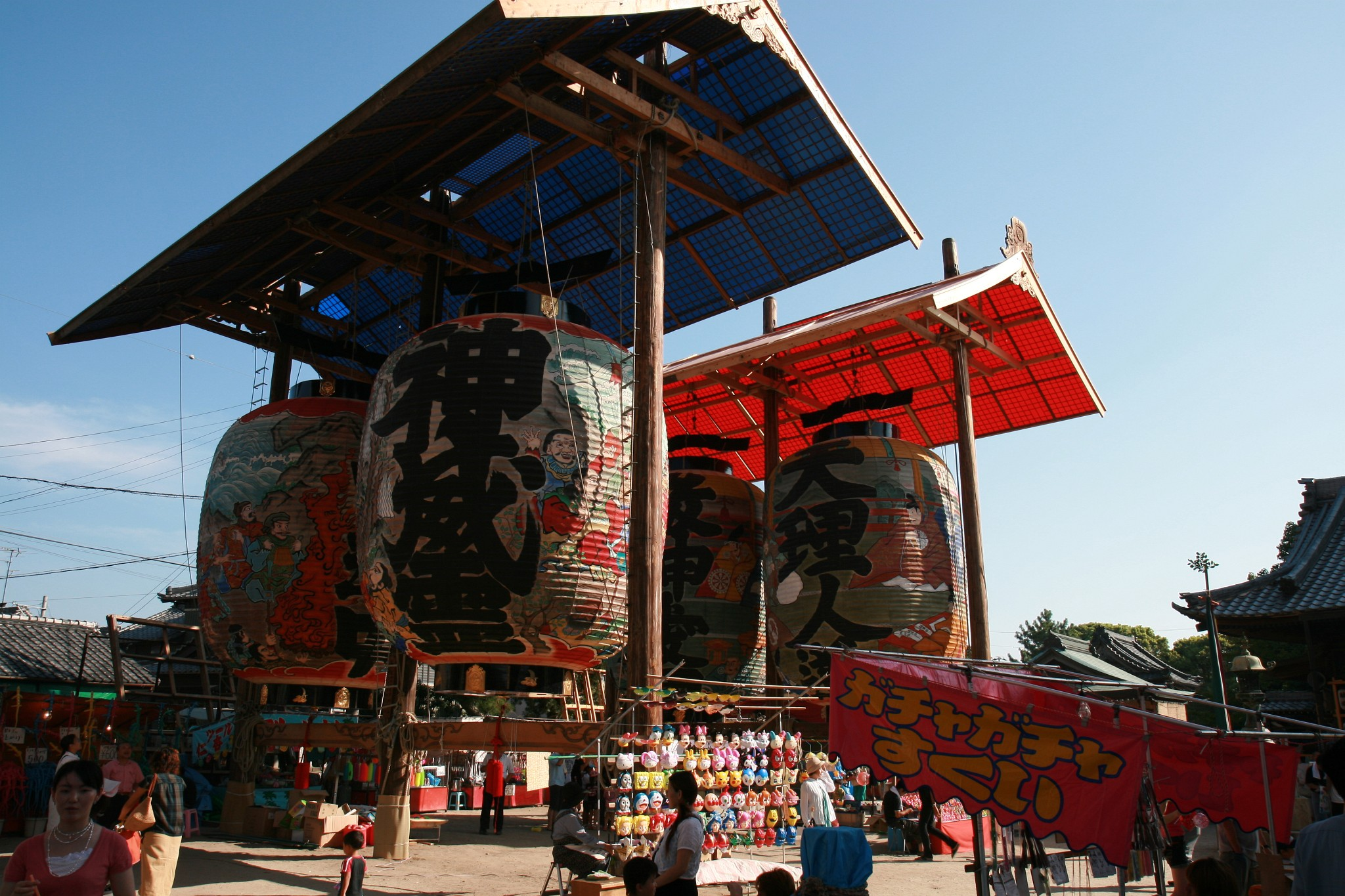
一色大灯笼祭的巨型燈籠
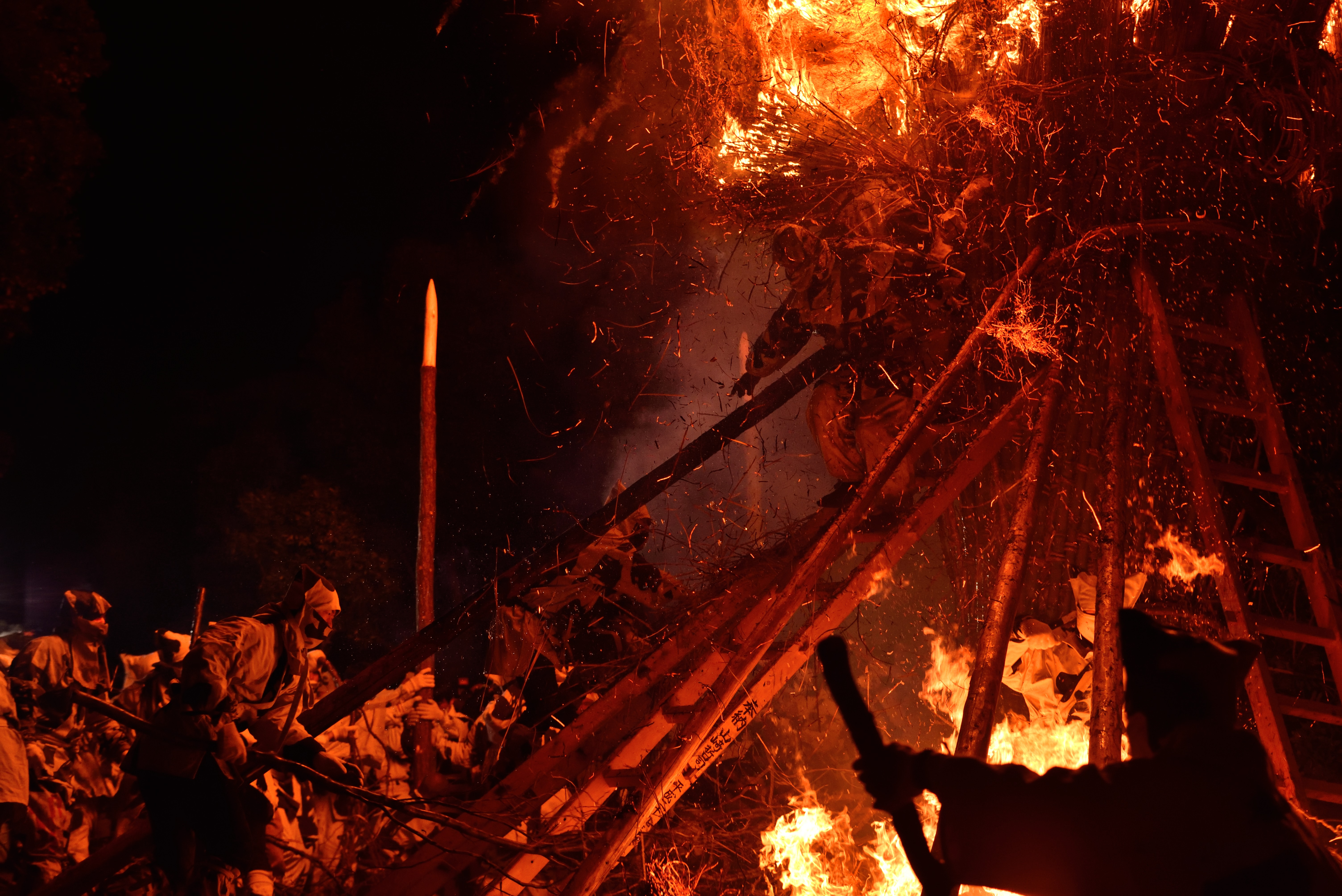
鳥羽的火祭
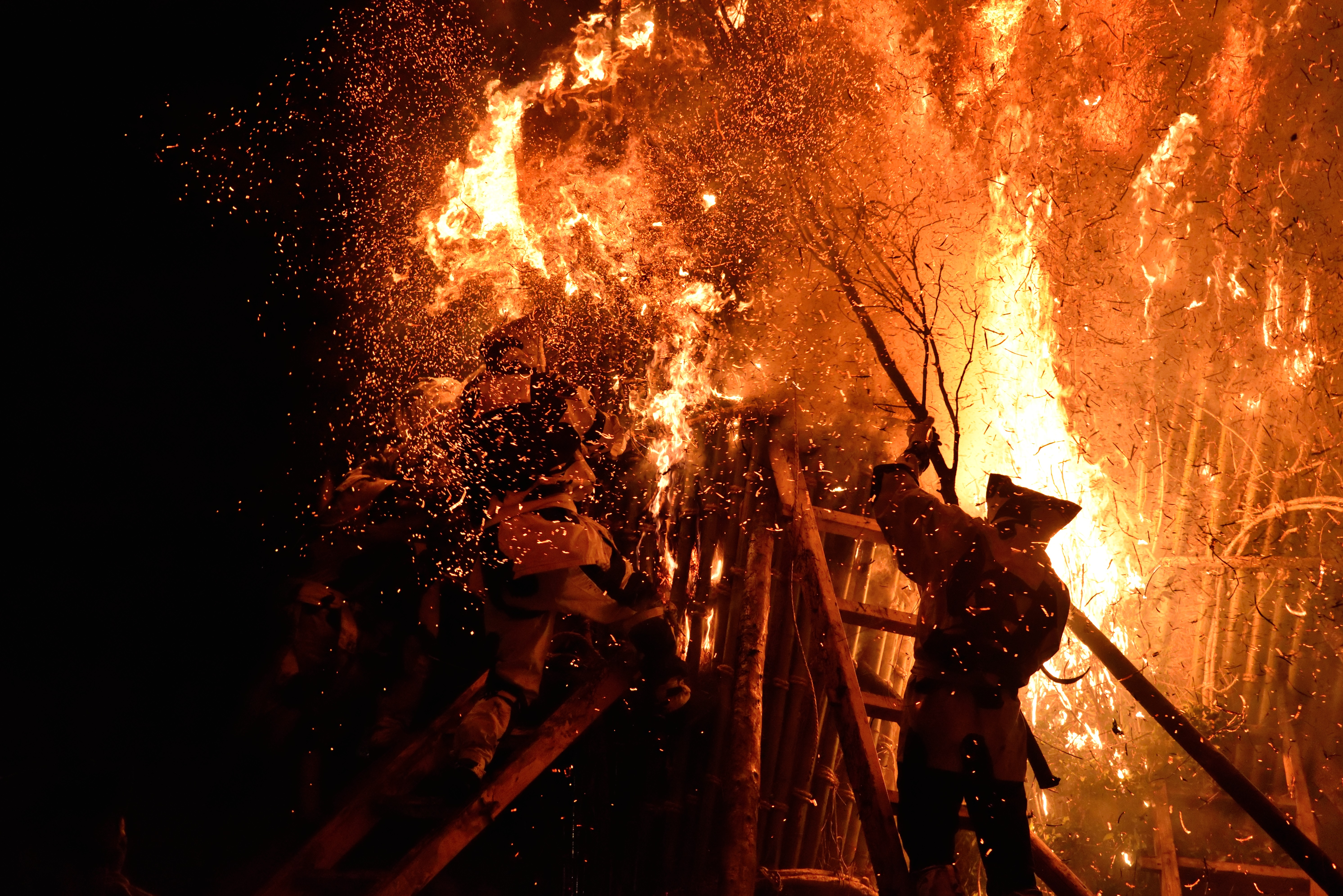
鳥羽的火祭

## 姊妹、友好城市

### 海外
- 普罗鲁阿（紐西蘭威靈頓地區）
兩地於1993年締結為姊妹城市。[32][33]

### 日本
- 越前町（福井縣）
18世紀中，大給松平家（日语：大給松平家）的松平乘祐（日语：松平乗祐）自山形藩轉封至西尾藩後，同時也領有一塊位於越前國丹生郡的領地，此後直到19世紀江戶時代結束時，該地一直都是西尾藩的領地；該地在20世紀後屬於朝日町，兩地因而在1998年締結為友好城市，朝日町後在2005年合併為越前町，兩地仍繼續維持友好城市之關係至今。[32][33]
- 惠那市（岐阜縣）
17世紀後，位於美濃國的岩村藩（日语：岩村藩）一度是大給松平家所統治，在17世紀中期後雖然一度轉封給他人，但在18世紀後再度交由大給松平家的分家所治理，該地在20世紀後屬於岩村町，兩地因而在1998年締結為友好城市，岩村町後在2004年合併為惠那市。[32][33][34]
- 米澤市（山形縣）
舊吉良町地區過去曾是17世紀高家旗本吉良氏（日语：吉良氏）的領地，吉良氏第三代家主吉良義央（日语：吉良義央）與米澤藩上杉氏為姻親，其子後來過繼至上杉家成為上杉綱憲（日语：上杉綱憲），上杉綱憲之子後來也再過繼到吉良氏成為吉良義周（日语：吉良義周），兩地領主因而有多重的親族關係；兩地在二十世紀後分別屬於米澤市及吉良町，吉良町在2011年被併入西尾市，兩地也在2013年締結為友好城市。[32][33][35]

## 外部連結
- （日語） 廣報西尾的Facebook專頁
- （日語） 西尾市的X（前Twitter）
- （日語） 西尾筆記 （页面存档备份，存于）
- （日語） 西尾觀光 （页面存档备份，存于）
  - （繁體中文） 西尾觀光 （页面存档备份，存于）
  - （简体中文） 西尾觀光 （页面存档备份，存于）